# Maurice Engelhardt
Maurice „Burnie“ Engelhardt (* 18. Oktober 1983 in Gießen) ist ein deutscher, ehemaliger professioneller E-Sportler. In seiner aktiven Zeit spielte er Counter-Strike, Unreal Tournament 2003, Unreal Tournament 2004 und Painkiller. Er war für diverse Clans tätig, darunter SK Gaming und mousesports und gehörte zeitweise zu den besten E-Sportlern Deutschlands.

## Leben
Engelhardt wuchs bei seiner Mutter in Gießen auf, während sein Vater in den USA lebte. Neben seiner Karriere als E-Sportler absolvierte er seinen Zivildienst.

## Karriere

### Counter-Strike
Engelhardt begann seine Karriere 1999 mit dem Spiel Counter-Strike. Mit einigen kleinen Clans sammelte erste LAN-Erfahrung und feierte kleine Erfolge, zum Beispiel einen 7. Platz auf der LAN-Party N-Frag. Burnie konnte seine spielerische Klasse schnell verbessern und so wurde der renommierte deutsche Clan Deutschlands kranke Horde (DkH) auf ihn aufmerksam. Erste kleine Kontakte mit DkH gab es bereits auf der N-Frag. Mit DkH gewann er unter anderem den ClanBase EuroCup IV.
Später wechselte er zu dem deutschen Clan Schroet Kommando (später SK Gaming). Er kam mit seinem Team unter die Top 8 der Lanarena, heute bekannt als ESWC, und belegte den dritten Platz bei der WCG Qualifikation.

### Wechsel von CS zu UT
Nachdem er mit SK weitere Erfolge feierte (unter anderem Teilnahme bei der CPL), entschied Burnie sich, mit Counter-Strike aufzuhören und stattdessen Unreal Tournament 2003 zu spielen. Als Grund für den Wechsel gab er die fehlende Möglichkeit, sich zu verbessern, wenn man einmal einen hohen Spiellevel erreicht hat, und das in seinen Augen auf Glück basierende Spielprinzip von Counter-Strike an.
Zusammen mit einigen Freunden gründete er den Clan serious Intention und schnell gelangen ihm erste Erfolge. Unter anderem gewann er die Slaughterhouse LAN, die PG Challenge in Prag und ihm gelang mit seinem Team die Qualifikation zur UT 2003 ESL Pro Series, welche allerdings aufgrund der Indizierung des Spiels eingestellt wurde.

### Unreal Tournament 2004
Mit dem Erscheinen des Nachfolgers von UT 2003, Unreal Tournament 2004, konzentrierte sich Burnie nun hauptsächlich auf die Disziplin 1on1 und erlebte seine wohl erfolgreichste Zeit als Spieler.
Unter anderem gewann der den GIGA Liga Grandslam III, den ESWC 2004, wo er in einem grandiosen Finale den UT-Superstar GitzZz besiegen konnte, die deutsche WCG-Qualifikation; zweite Plätze erreichte er beim EOGC in London und bei den World Cyber Games 2004 in San Francisco. Im September 2004, kurz nachdem er den ESWC für sich entscheiden konnte, nahm ihn der deutsche professionelle Clan Mousesports unter Vertrag. Des Weiteren wurde er von Turtled.com zum Newcomer des Jahres 2004 gewählt und die GGL ernannte ihn zum Unreal Leap of 2004.

### Painkiller
Nachdem die CPL bekanntgab, Painkiller anstatt UT 2004 auf ihrer mit $1.000.000 sehr hoch dotierten World Tour 2005 zu spielen, wechselte Burnie erneut das Spiel. Erwähnenswerte Erfolge blieben allerdings aus und Burnie beendete seine Karriere.

## Clans
- LFC
- =[GA]=
- Deutschlands kranke Horde
- SK Gaming
- serious Intention
- mousesports

## Erfolge (Auszug)
- 1. Platz – ESWC 2004 – $5.000
- 2. Platz – World Cyber Games 2004 – $10.000
- 1. Platz – GIGA Liga Grandslam III – 2.000 €